# Castle Rock Pueblo
Castle Rock Pueblo er en mindre, forhistorisk by i Mesa Verde regionen i Montezuma County i det sydvestligste Colorado. Mindst 41 indfødte amerikanere mistede livet her under en væbnet konflikt omkring 1280.:486 

## Byen
Byen blev grundlagt omkring 1255:489  i 1682 meters højde,:488  og den ligger tæt op ad en 20 meter høj klippe 600 meter fra McElmo Creek. Indbyggerne udnyttede desuden det sparsomme vand fra en uregelmæssig kilde ved den nordlige bygrænse ved at konstruere et lille reservoir. Byen bestod af en slags murstens-bygninger, hvoraf omkring 15 var familiehjem eller kivaer. Af andre bygninger var der bl.a. en stor kiva og muligvis op til ni tårne.:488 
Byruinen strækker sig over et areal på 0.74 ha:488  og har to åbne pladser.:489 

## Fundene
Tre næsten komplette skeletter:491  blev fundet under de arkæologiske udgravninger af små sektioner af byen mellem 1990 og 1994.:488  Dertil kom 800 mere spredtliggende knogler og benstykker fra mindst 38 andre individer.:491  Fundene blev navnlig gjort inde i kivaerne.:494 
Det ene af de næsten hele skeletter er af en mand mellem 35 og 50 år gammel.:494  Et slag mod munden havde slået hans tænder ud. En ca. 40 årig mand havde fået kraniet knust af flere slag mod det.:495  Skelettet af et ca. otte år gammelt barn lå i en henslængt stilling på et kivagulv i lighed med de andre skeletter. Blandt flere skader var dets højre skinneben knust med en stenblok, der stadig lå oven på det.:494 

## Angriberne og deres våben
Der findes ingen sikre tegn på, hvem der stormede puebloen.:505  De indfødte angribere brugte sandsynligvis krigskøller eller økser af en slags. Buer og pile kan have været anvendt, skønt ingen ofre havde pilespidser lejret i knoglerne.:502 

## Efter byens fald
Efter kampen henlå Castle Rock Pueblo som en spøgelsesby, da eventuelle overlevende ikke vendte tilbage for at genoptage livet der.:486 